# Broederstroom
Broederstroom is een dorp in de provincie Noordwest in Zuid-Afrika. Het dorp is gelegen aan de voet van de Magaliesberg. 